# الاتحاد الإفريقي للشطرنج
الاتحاد الإفريقي للشطرنج، (بالفرنسية: Confédération africaine des échecs)‏ (اختصار الاسم بالفرنسي: FIDE) هي المنظمة الإفريقية للشطرنج التي تنظم جميع العمليات والبطولات التي تقام في إفريقيا، تأسست في الجزائر.

## وصلات خارجية
الموقع الرسمي للإتحادية الإفريقي للشطرنج